# Monolepta throbromae
Monolepta throbromae es una especie de insecto coleóptero de la familia Chrysomelidae.
Fue descrita científicamente en 1948 por Bryant.